# IC 1127
IC 1127 (również IC 4553, PGC 55497, UGC 9913 lub Arp 220) – galaktyka powstała w wyniku zderzenia dwóch galaktyk spiralnych. Kolizja ta rozpoczęła się ok. 700 milionów lat temu. IC 1127 znajduje się w gwiazdozbiorze Węża w odległości 250 milionów lat świetlnych od Ziemi. Należy do galaktyk Seyferta.
Galaktykę tę odkrył Truman Henry Safford 4 maja 1866 roku. Niezależnie odkrył ją Stéphane Javelle 25 lipca 1903 roku. Ponieważ pozycje podane przez obu astronomów się różniły, John Dreyer skatalogował obserwację Safforda jako IC 1127, a Javelle’a jako IC 4553.
W centrum galaktyki znajduje się bardzo aktywna supermasywna czarna dziura z dwoma, bardzo silnymi dżetami. Obserwacje wskazują, że czarna dziura coraz bardziej zwiększa swoją aktywność, hamując przy tym naturalny sposób powstawania gwiazd w tej galaktyce.

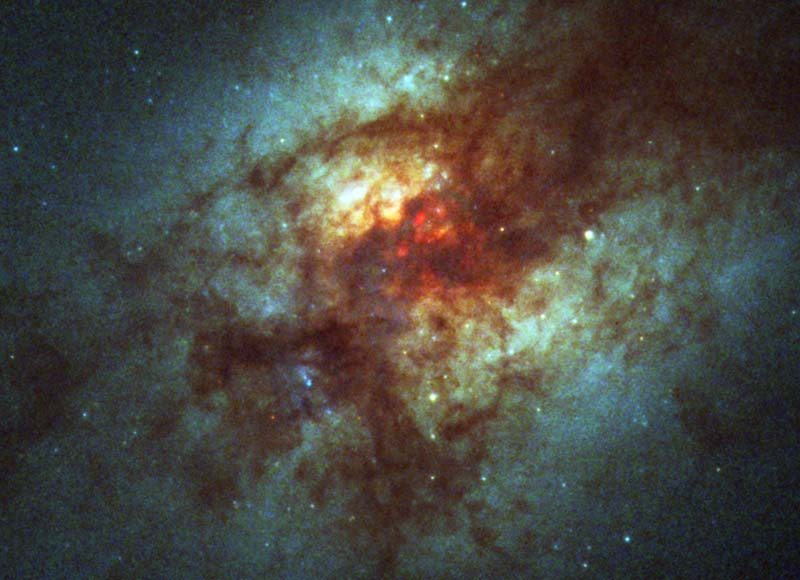
Centralny obszar IC 1127